# 239-та піхотна дивізія (Третій Рейх)
239-та піхотна дивізія (Третій Рейх) (нім. 239. Infanterie-Division) — піхотна дивізія Вермахту, що входила до складу німецьких сухопутних військ у роки Другої світової війни.

## Історія
239-та піхотна дивізія сформована 26 серпня 1939 року в Оппельні під час 3-ї хвилі мобілізації Вермахту шляхом реорганізації частин Ландверу VIII військового округу. Формування створювалося з 327-го (Козель), 372-го (Бітум) та 444-го (Оппельн) піхотних полків, а також 239-го артилерійського полку. Командиром дивізії протягом усього періоду існування був генерал від інфантерії Фердинанд Нойлінг.
Під час Польської кампанії 239-та дивізія перебувала в резерві групи армій «Південь» генерала фон Рундштедта, у складі VIII армійського корпусу 14-ї армії. Участі в бойових діях не брала. У листопаді 1939 року переведена до XXXIV армійського корпусу на німецько-радянську демаркаційну лінію в окупованій Польщі.
У червні 1940 року була в резерві 7-ї армії генерала Дольмана групи армій «C», участь у Французькій кампанії.
У липні 1941 року при проведенні операції «Мюнхен» на південному фланзі німецько-радянської війни дивізія входила до XI армійського корпусу генерала від інфантерії Йоахима фон Корцфляйша. Бої в Молдові, у південній Україні. У грудні 1941 року 239-ту піхотну дивізію розформували, її підрозділи передали до сусідніх дивізії 6-ї армії, через високі втрати в живій силі у цих формуваннях у ході операції «Барбаросса».

## Райони бойових дій
- Німеччина (серпень — листопад 1939);
- Польща (листопад 1939 — червень 1940);
- Франція (червень — липень 1940);
- Німеччина (липень 1940 — квітень 1941);
- Румунія (квітень — червень 1941);
- СРСР (південний напрямок) (липень — грудень 1941).

## Командування

### Командири
- генерал від інфантерії Фердинанд Нойлінг (нім. Ferdinand Neuling) (26 серпня 1939 — 1 січня 1942).

### Підпорядкованість
| Час          | Корпус    | Армія                              | Група армій (округ)     | Штаб             |
| ------------ | --------- | ---------------------------------- | ----------------------- | ---------------- |
| 1939         |           |                                    |                         |                  |
| вересень     | VIII ак   | 14 А                               | Група армій «Південь»   | Польща           |
| листопад     | XXXIV ак  | Прикордонне командування «Південь» |                         | Польща           |
| 1940         |           |                                    |                         |                  |
| січень       | XXXIV ак  | Прикордонне командування Південь   |                         | Польща           |
| червень      |           | 7 А                                | Група армій «C»         | Верхній Рейн     |
| липень       |           | резерв                             |                         | Сілезія          |
| 1941         |           |                                    |                         |                  |
| квітень      |           |                                    | група армій «Антонеску» | Буковина         |
| червень      | XI ак     | 11 А                               | група армій «Південь»   | Буковина         |
| липень       | XI ак     | 11 А                               | група армій «Південь»   | Молдавська РСР   |
| серпень      | XXXXIV ак | 17 А                               | група армій «Південь»   | Південна Україна |
| 1 вересня    | XI ак     | 17 А                               | група армій «Південь»   | Південна Україна |
| 5 жовтня     | XVII ак   | 6 А                                | група армій «Південь»   | Харків           |
| 23 жовтня    | LV ак     | 6 А                                | група армій «Південь»   | Харків           |
| 3 листопада  | LI ак     | 6 А                                | група армій «Південь»   | Харків           |
| 28 листопада | XVII ак   | 6 А                                | група армій «Південь»   | Харків           |
| 3 грудня     |           | 6 А                                | група армій «Південь»   | Харків           |

## Склад
| 1941                                   |
| -------------------------------------- |
| 327-й піхотний полк                    |
| 372-й піхотний полк                    |
| 444-й піхотний полк                    |
| 239-й артилерійський полк              |
| 239-й протитанковий дивізіон           |
| 239-й розвідувальний батальйон         |
| 239-й інженерний батальйон             |
| 239-те дивізійне управління постачання |
| 239-й дивізійний батальйон зв'язку     |
| 239-й резервний батальйон              |